# Peter Schiergen

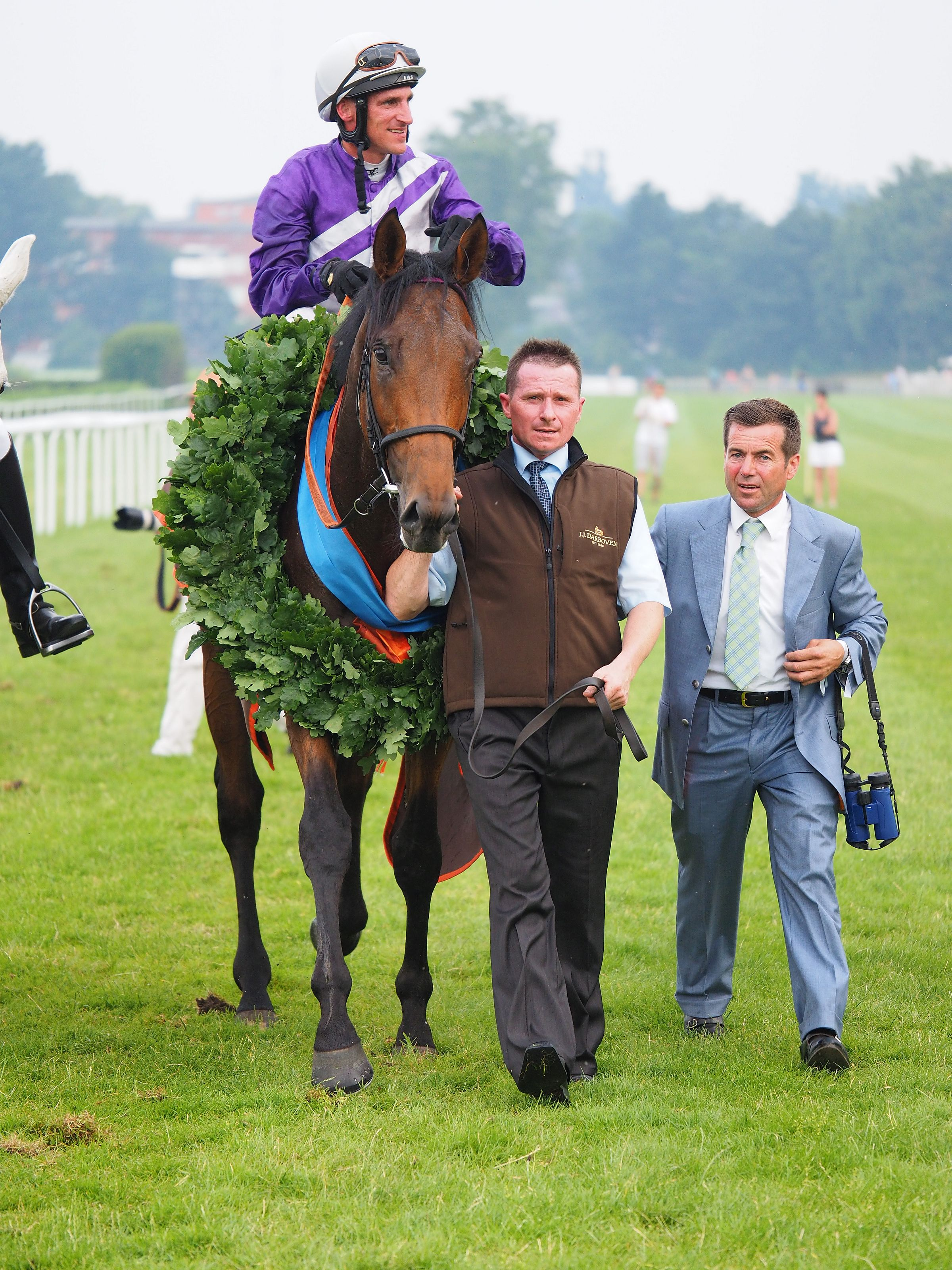
Peter Schiergen (rechts) mit seinem Derbysieger Nutan nach dem Deutschen Derby 2015

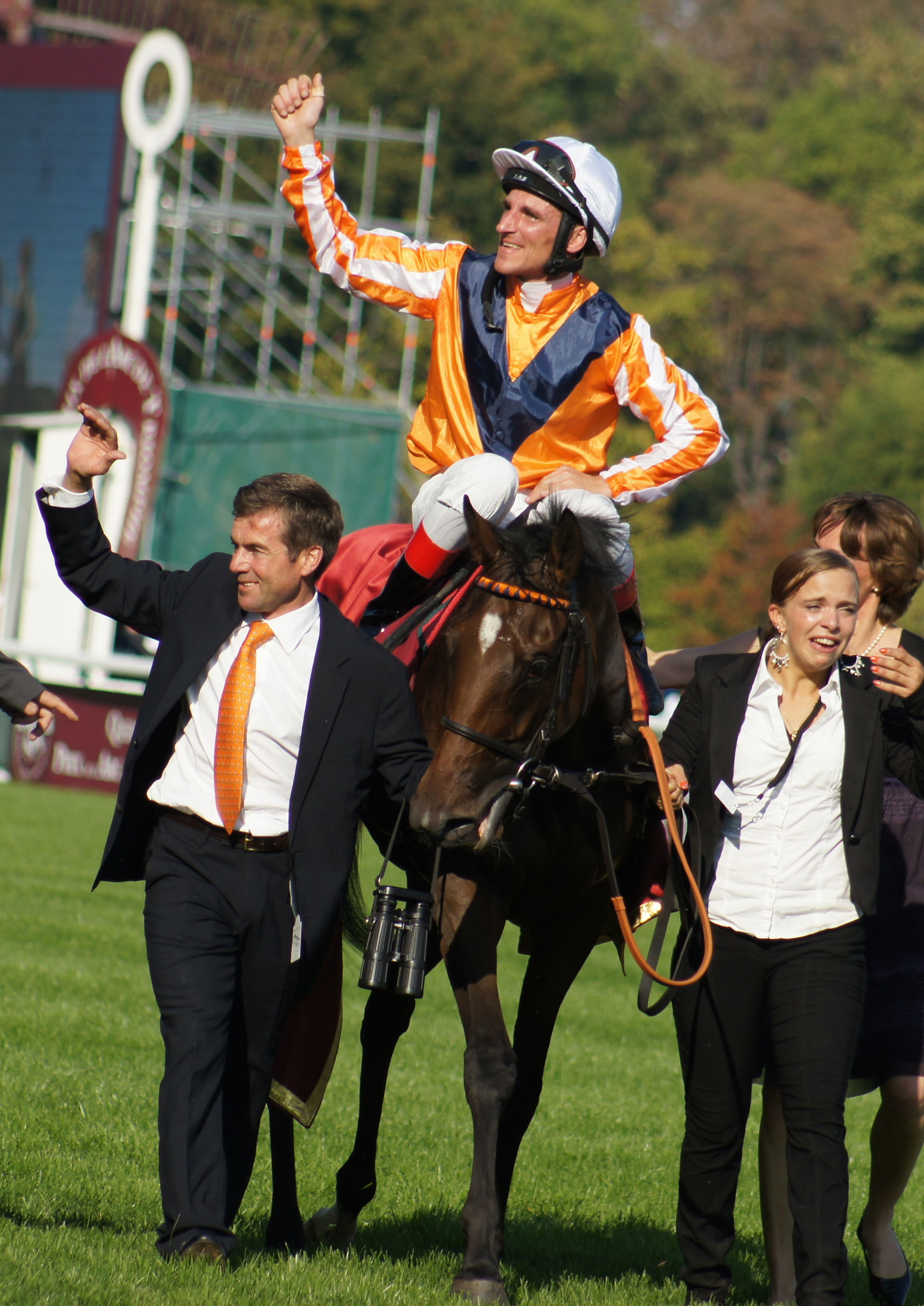
Peter Schiergen (links) mit Danedream nach dem Sieg im Prix de l’Arc de Triomphe 2011

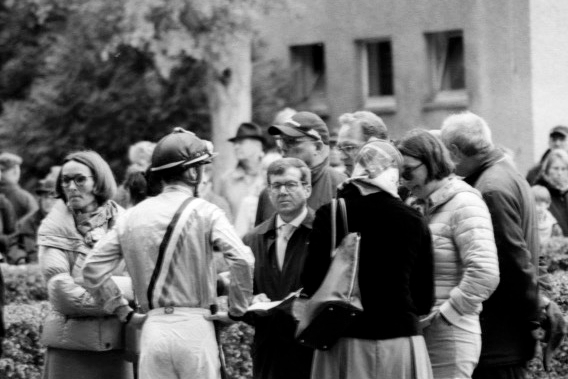
Peter Schiergen in Hoppegarten (2019).

Peter Schiergen (* 23. März 1965 in Willich) ist ein ehemaliger Jockey. Seit 1998 ist er Trainer im deutschen Galoppsport des Stalls Asterblüte in Köln.

## Leben
Peter Schiergen ist mit Gisela Schiergen verheiratet. Das Paar hat drei Söhne. Zwei von ihnen, Dennis und Vinzenz Schiergen, wurden ebenfalls Rennreiter. Dennis Schiergen gewann 2013 auf Nymphea den Großen Preis von Berlin.

## Jockey
Schiergen begann 1981 seine Ausbildung zum Jockey in Krefeld am Stall von Herbert Cohn, ritt er auch Hürdenrennen um mehr Erfahrung zu sammeln. 1984 schloss er die Lehre erfolgreich ab und blieb noch zwei Jahre bei Herbert Cohn. Seinen ersten Sieg konnte er schon während der Ausbildung am 20. März 1982 erringen, als er mit Ofarim in Düsseldorf gewann. Danach wurde er Stalljockey bei Adolf Wöhler in Bremen und wurde so Nachfolger von Steve Eccles. Im ersten Jahr in Bremen starb Adolf Wöhler und sein Sohn Andreas  Wöhler übernahm den Stall.
1989 ging er zum Rennstall Asterblüte von Heinz Jentzsch, wo er hinter Georg Bocskai und Andrzej Tylicki dritter Jockey wurde. Ein Jahr später verließ Bocskai den Stall Asterblüte und Tylicki wurde Stalljockey. Schiergen rückte nach als zweiter Jockey. 1994 überbot er den deutschen Rekord von Otto Schmidt mit 167 Siegen. 1995 wurde Schiergen erster Stalljockey und stellte mit 273 Siegen einen neuen Europa-Rekord auf. Von 1992 bis 1996 war er der erfolgreichste deutsche Jockey (Championjockey). 1996 ritt er einen Monat lang als Freelancer in Hongkong. Er erreichte als Jockey 1451 Siege, davon zwölf in Hindernisrennen und 32 in Gruppenrennen. Im November 1997 ritt er sein letztes Rennen und wurde im folgenden Jahr Trainer.

## Trainer
Schiergen ist seit 1998 Trainer von Stall Asterblüte in Köln, wo er die Nachfolge von Heinz Jentzsch antrat. Er konnte an seine früheren Erfolge als Jockey anknüpfen. So gewann er unter anderem mehrfach das Deutsche Derby, was ihm als Jockey verwehrt geblieben war. 2004 und 2005 gewann er mit Soldier Hollow den Premio Roma. 2011 gewann die von ihn trainierte Stute Danedream den Prix de l’Arc de Triomphe, nachdem sie zuvor schon den Großen Preis von Baden und die Oaks d’Italia in Mailand, hatte gewinnen können. 2012 gewann Danedream die King George VI & Queen Elizabeth Stakes in Ascot und wurde damit das nach Gewinnsumme bis dahin erfolgreichste deutsche Rennpferd.
Schiergen trainierte Lucky Speed, den Derbysieger von 2013 und Sieger im American St. Leger Stakes (Gr. III) in Arlington von 2015, der dort unter Andrasch Starke einen neuen Bahnrekord aufstellte. 2015 gewann Schiergen mit Nutan sein fünftes und 2023 mit Sammarco sein sechstes Deutsches Derby als Trainer.
Schiergens Stalljockeys sind der vierfache Sieger im Championat der Berufsrennreiter Bauyrzhan Murzabayev und Sibylle Vogt.